# Trust (Saga)
Trust is het zeventiende studioalbum van de Canadese band Saga.

## Musici
- Michael Sadler – zang
- Ian Crichton – gitaar
- Jim Crichton – basgitaar en toetsen
- Jim Gilmour – toetsen en zang
- Brian Doerner – slagwerk

## Composities
Alle nummers geschreven door SAGA, behalve 'My Friend', dat is geschreven door Ian Crichton en Jim Gilmour.
1. "That's as Far as I'll Go" – 4:36
2. "Back to the Shadows" – 5:16
3. "I'm OK" – 5:36
4. "Time to Play" – 3:31
5. "My Friend" – 3:19
6. "Trust" – 5:44
7. "It's Your Life" – 4:10
8. "Footsteps in the Hall" – 3:25
9. "Ice in the Rain" – 5:01
10. "You Were Right" – 4:05
11. "On the Other Side" – 4:56